# كارلوس كانو (لاعب كرة قدم)
كارلوس كانو (بالإسبانية: Carlos David Cano Marín)‏ هو لاعب كرة قدم إسباني في مركز حراسة المرمى، ولد في 17 ديسمبر 1969 في برجة في إسبانيا. لعب مع سيلتا فيغو.